# Hoa hậu Thế giới Hàn Quốc
Hoa hậu Thế giới Hàn Quốc (tiếng Hàn Quốc: 미스 월드 코리아) là một cuộc thi sắc đẹp thường niên cấp quốc gia đảm nhận việc chọn ra đại diện của Hàn Quốc tham dự cuộc thi Hoa hậu Thế giới.
Đương kim Hoa hậu Thế giới Hàn Quốc hiện tại là Kim Ha-eun (năm 2017).

## Lịch sử
Năm 1959, báo Hankook Ilbo cử thí sinh đầu tiên đại diện cho Hàn Quốc tham dự cuộc thi Hoa hậu Thế giới. Ngày 16 tháng 3 năm 2011, chủ tịch Hiệp hội Hoa hậu Thế giới bà Julia Morley công bố mới triển khai cuộc thi Hoa hậu Thế giới Hàn Quốc. Chủ tịch cuộc thi này là Park Jeong-ah. Cho đến năm 2010, cuộc thi Hoa hậu Hàn Quốc vẫn tiếp tục chọn ra đại diện tham dự Hoa hậu Thế giới.

## Danh sách các Hoa hậu Thế giới Hàn Quốc
| Năm tổ chức | Hoa hậu Thế giới Hàn Quốc | Á hậu 1      | Á hậu 2                      | Á hậu 3                                     | Tham khảo |
| 2011        | Do Kyung-min              | Kim Sung-min | Park Min-ji                  | Youn Ae-young                               | [ 2 ]     |
| 2014        | Song Hwa-young            | Kim Min-ji   | Jung Eun-ju, Jeong Mi-na     | Tak Hui-jeong, Hong U-ri, Kim Su-min        | [ 3 ]     |
| 2015        | Wang Hyun                 | Kim Jenny    | Baek Ye-rim, Lee Do-won      | Lee Elena, Ko Min-jeong, Ahn Jeong-yoon     | [ 4 ]     |
| 2016        | Kim Ha-eun                | Jeon Se-hwi  | Lee Chae-hyong, Sun Kyung-yi | Lee Won-kyung, Choi Ju-young, Choi Bo-young |           |

### Những người nắm giữ danh hiệu Hoa hậu Thế giới Hàn Quốc
Tông màu

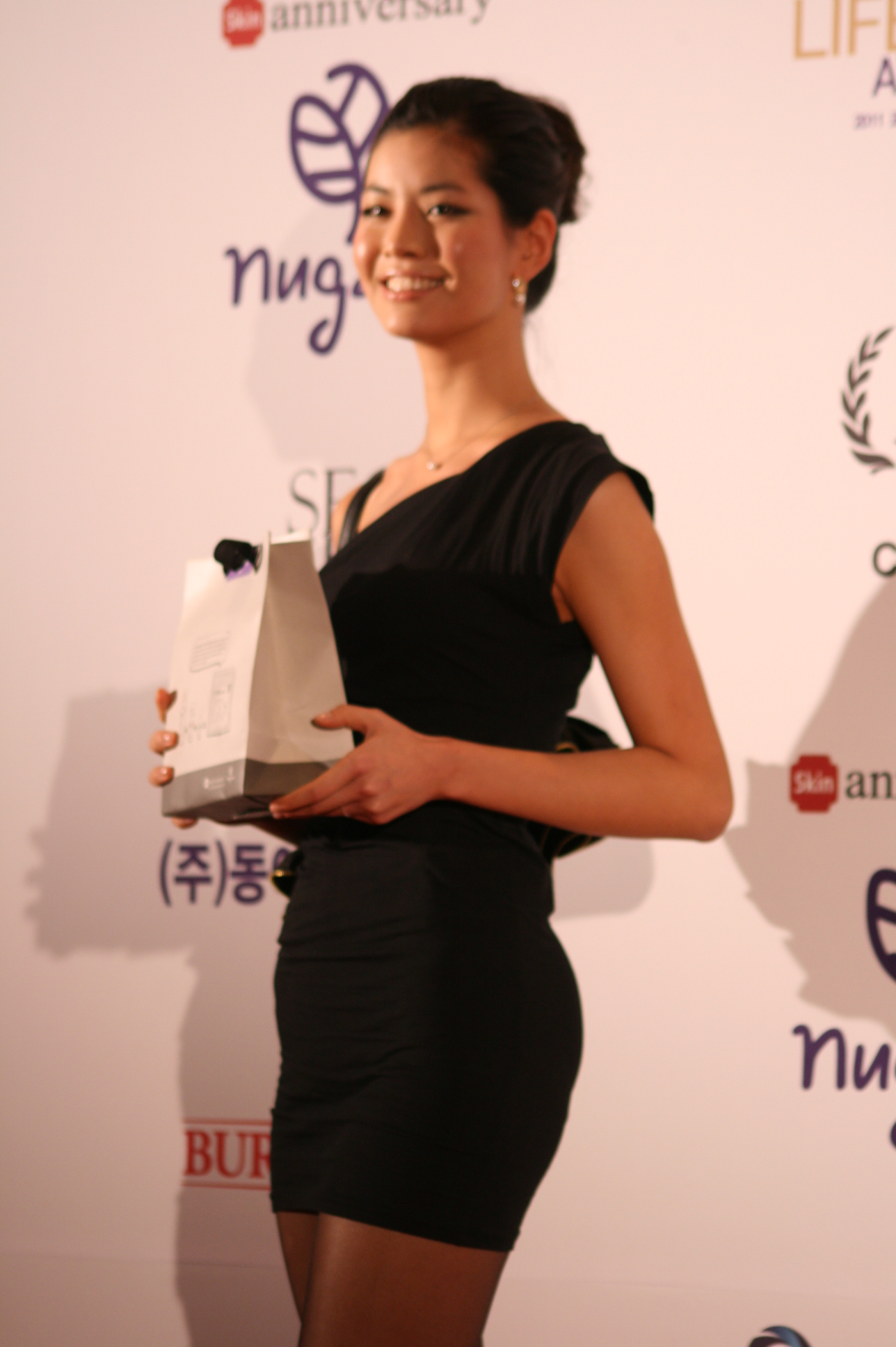
Hoa hậu Thế giới Hàn Quốc năm 2011
Do Kyung-min.

- Đăng quang ngôi vị Hoa hậu
- Dừng chân ở vị trí Á hậu
- Dừng chân ở nhóm những người lọt vào vòng chung kết hoặc bán kết

Người đăng quang ngôi vị Hoa hậu Thế giới Hàn Quốc sẽ đại diện cho quốc gia tham dự cuộc thi Hoa hậu Thế giới. Đôi khi người đoạt vương miện hoa hậu không đủ tiêu chuẩn tham dự cuộc thi (vì lý do tuổi tác), thì một Á hậu sẽ được đề cử. Hiệp hội Hoa hậu Thế giới Hàn Quốc sẽ gửi người đăng quang ngôi vị Hoa hậu Thế giới Hàn Quốc tham dự cuộc thi Hoa hậu Thế giới vào năm 2011.
| Năm                                                          | Hoa hậu Thế giới Hàn Quốc | Vị trí tại cuộc thi Hoa hậu Thế giới | Giải thưởng đặc biệt                                            |
| 1959 - 2010: Danh sách các đại diện tham dự Hoa hậu Thế giới |                           |                                      |                                                                 |
| 2011                                                         | Do Kyung-min              | Top 7                                | Giải Hoa hậu Bãi biển (Top 20), giải Hoa hậu Người mẫu (Top 10) |
| 2012                                                         | Kim Sung-min              |                                      |                                                                 |
| 2013                                                         | Park Min-ji               |                                      |                                                                 |
| 2014                                                         | Song Hwa-young            |                                      |                                                                 |
| 2015                                                         | Chyung Eun-ju             |                                      |                                                                 |
| 2016                                                         | Miriam Wang               | Top 11                               |                                                                 |
| 2017                                                         | Kim Ha-eun                | Top 10                               | Giải Hoa hậu Người mẫu (Top 30)                                 |
| 2018                                                         | Ah Cho                    |                                      | Giải Hoa hậu Người mẫu (Á hậu 3)                                |